# Aulnay (Charente-Maritime)
Aulnay – miejscowość i gmina we Francji, w regionie Nowa Akwitania, w departamencie Charente-Maritime.
Według danych na rok 1990 gminę zamieszkiwały 1462 osoby, a gęstość zaludnienia wynosiła 47 osób/km² (wśród 1467 gmin regionu Poitou-Charentes Aulnay plasuje się na 194. miejscu pod względem liczby ludności, natomiast pod względem powierzchni na miejscu 154.).